# 赤座ひではる
赤座 ひではる（あかざ ひではる、1952年12月29日 - ）は、岐阜県可児市出身・在住の漫画家。
岐阜県立加茂高等学校卒業。1970年「ねことお姫さま」（りぼんコミック）でデビュー。『りぼん』（集英社）、『まんがタイム』（芳文社）などで執筆。4コマ漫画やショート作品が主。トライデントデザイン専門学校講師。近年では稀少になった、少女漫画誌をメインに活動する男性漫画家である。岐阜県や愛知県の商業施設等で、不定期に有料で似顔絵描きを行っている。

## 作品リスト

### 連載
集英社
- ねことお姫さま シリーズ（『りぼんコミック』1970年11月号 - 1971年3月号、『りぼん』1971年5月号 - 7月号） - デビュー作。
- だめだめ衛門くん（『りぼん』1972年1月号 - 6月号） - 第2話、3話、4話のタイトルは「だめだめだめ衛門くん」。
- 魔女っ子ルルク（『りぼん』1972年7月号 - 11月号）
- 進め!ゴボゴボ（『りぼん』1973年2月号 - 8月号）
- マカふしぎちゃん（『りぼん』1973年11月号 - 1974年5月号）
- パフ童話館（『りぼん』1974年6月号 - 12月号）
- 発明狂たかもりくん（『りぼん』1975年2月号 - 6月号）
- なきむしメルヘン（『りぼん』1975年8月号 - 1980年10月号）
- アウトとセーフ（『りぼん』1981年1月号 - 5月号）
  - 読切版は「アウト＆セーフ」（『りぼん大増刊』1980年11月大増刊号）
- メロディ絵本（『りぼんオリジナル』1981年秋の号 - 1982年早春の号、『りぼん』1981年9月号）
- ブギウギようち園（『りぼん』1982年4月号 - 1987年3月号、『りぼんオリジナル』）
- どれみふぁドレミ（『りぼん』1987年10月号 - 1992年9月号）
- びっくりショック! シリーズ（『りぼん増刊』1991年春のびっくり大増刊号 - 1993年冬のびっくり大増刊号）
- バブちゃん（『りぼんオリジナル』1991年初夏の号 - 1994年4月号）
- ばなな姫お成り!（『りぼん』1992年10月号 - 1995年2月号、『りぼん増刊』1994年初夏のびっくり大増刊号 - 1996年早春のびっくり大増刊号、『りぼんオリジナル』1994年6月号 - 2000年6月号）
- 世界はエリカのために（『りぼん増刊』1996年秋のびっくり大増刊号 - 2006年夏休み超びっくり大増刊号）

白泉社
- マッチ箱のようなお城（『花とゆめ』1974年6月号（創刊号） - 1975年24号）
- チリリンふたりのり（『花とゆめ』1976年1号 - 1979年8号）
- ピエロ（『LaLa』1977年3月号 - 1978年8月号）
- ままごと高校（『LaLa』1978年10月号 - 1979年）
- つくしんぼグラフィティ（『花とゆめ』1979年12号 - 21号）

芳文社
- 愛妻くん（『まんがタイムファミリー』1983年 - 2001年） - 続編は「ボクの愛妻日記」。
- となりの天使

その他
- あいあむブービー（秋田書店『月刊ボニータ』1983年6月号 - 1985年12月号）
- おはようサラダ（竹書房『まんがライフオリジナル』1988年8月号（創刊号） - 1990年）
- 可児っ子しんちゃん（可児市広報誌 現在も連載中）

### 読切
集英社
- 男性美再発見（『りぼん大増刊』1971年夏休み大増刊号）
- 悲しきかぐや姫（『りぼん』1971年9月号）
- スター誕生（『りぼん』1971年10月号）
- 公害許すまじ!!（『りぼん』1971年11月号）
- さびしい忍者（『りぼん』1971年12月号）
- 窓からあけましておめでとう!!（『りぼん大増刊』1972年お正月大増刊号）
- 人間赤座ひではる（『りぼん大増刊』1972年4月大増刊号）
- 結婚こわい!（『りぼん大増刊』1972年夏休み大増刊号）
- マイティ・チェンジャー（『りぼん大増刊』1972年10月大増刊号）
- サンタクロースの涙（『りぼん』1972年12月号）
- お年玉大作戦（『りぼん』1973年1月号）
- 春の子ちゃんがやってきた（『りぼん大増刊』1973年4月大増刊号）
- ひでくんメルヘン劇場 夢物語（『りぼん大増刊』1973年夏休み大増刊号）
- ズブ子の修学旅行（『りぼん』1973年10月号）
- ペコペコくん（『りぼん大増刊』1973年10月大増刊号）
- ミケネコ危機一発!!（『りぼん大増刊』1974年夏休み大増刊号）
- ぼくちゃん先生（『りぼん大増刊』1974年10月大増刊号）
- ソソ・ソクラテスかプラトンか!?（『りぼんデラックス』1977年冬の号）
- ショックリ光線（『りぼん大増刊』1978年4月増刊号）
- バス停留所（『りぼんデラックス』1978年春の号）
- どんどんドレミ（『りぼんオリジナル』1987年春の号）
- まじかるプラム（『りぼん増刊』1994年春のびっくり大増刊号）
- ドキわく・5年2組（『りぼん増刊』1996年初夏のびっくり大増刊号）

白泉社
- ラララちゃん（『LaLa』1976年11月号・1977年1月号）

小学館
- とびきりエージくん（『週刊少女コミック増刊号』1985年4月25日号）
- たけしの爆笑ギャグ こんなクリスマス知ってっか!?（『小学六年生』1986年12月号）
- あいどるちゃん（『ぴょんぴょん』1988年Vol.2・1989年2月号）

## 書誌情報

### 白泉社
花とゆめコミックス
- マッチ箱のようなお城（1975年9月20日初版発行、全1巻[3]）
- チリリンふたりのり（1976年 - 1977年刊、全2巻）

1. 1976年12月20日初版発行
2. 1977年9月20日初版発行（併録「ラララちゃん」）

### 集英社
りぼんマスコットコミックス
- ねことお姫さま 赤座ひではる傑作選1（1976年9月10日発売、ISBN 978-4-08-853094-9、全1巻[3]）
  - 併録「魔女っ子ルルク」「パフ童話館」「サンタクロースの涙」
- なきむしメルヘン（1978年 - 1982年刊、全4巻）
- ブギウギようち園（1984年 - 1987年刊、全3巻）

1. 1984年8月1日発売、ISBN 978-4-08-853306-3
2. 1986年2月1日発売、ISBN 978-4-08-853360-5
3. 1987年12月1日発売、ISBN 978-4-08-853429-9

- どれみふぁドレミ（全3巻）

1. 1989年7月19日初版発行、ISBN 978-4-08-853492-3
2. 1991年3月20日初版発行、ISBN 978-4-08-853560-9
3. 1993年1月19日初版発行、ISBN 978-4-08-853648-4

- びっくりショック!（1994年3月20日初版発行、ISBN 978-4-08-853723-8、全1巻）
- ばなな姫お成り!（1994年 - 刊、全3巻）

1. 1994年8月1日発売、ISBN 978-4-08-853751-1（併録「バブちゃん」）
2. 1995年10月1日発売、ISBN 978-4-08-853822-8
3. 2000年8月1日発売、ISBN 978-4-08-856225-4

### 芳文社
芳文社コミックス
- 愛妻くん（1984年 - 1988年刊、全3巻）

1. 1984年2月5日発売
2. 1986年2月5日発売
3. 1988年3月25日発売

- となりの天使（1986年10月1日発売、全1巻[3]）

まんがタイムコミックス
- ボクの愛妻日記（1991年8月1日発売、ISBN 978-4-83-226032-0、全1巻[3]）

### その他
バンブーコミックス
- おはようサラダ（1990年6月9日発売、ISBN 978-4-88-475448-8、全1巻）